# گ
گ（ガーフ）は、ペルシア文字の26番目の文字で、有声軟口蓋破裂音 /ɡ/ を表す。
アラビア文字に g の字がないため、対応する無声音 /k/ を表す ک に線を加えることによって作られた文字である。
ペルシア文字だけでなく、ウルドゥー文字、オスマン語のアラビア文字、シンド語の文字など、さまざまな言語で使われる。

## g の音を表す他のアラビア・ペルシア系文字
ジャウィ文字では、ペルシア文字と少しことなる ݢ (U+0762) または ڬ (U+06AC) で g を表す。
パシュトー語では、ک に円をつけた ګ (U+06AB) で g を表す。
チュニジアなどでは、ق を変形した ڨ (U+06A8) で g を表す。
アラビア語の方言によっては ق が g と発音されることがある。またエジプト方言などでは ج が g と発音される。ほかに غ で代用されることもある。たとえば Google は جوجل または غوغل と書かれる。

## 符号位置
| 文字 | Unicode | JIS X 0213 | 文字参照        | 説明                   |
| ---- | ------- | ---------- | --------------- | ---------------------- |
| گ    | U+06AF  | ‐          | &#x6AF; &#1711; | ペルシア文字の g       |
| ڰ    | U+06B0  | ‐          | &#x6B0; &#1712; |                        |
| ڱ    | U+06B1  | ‐          | &#x6B1; &#1713; | シンド語の ng          |
| ڲ    | U+06B2  | ‐          | &#x6B2; &#1714; | シンド語の文字、不使用 |
| ڳ    | U+06B3  | ‐          | &#x6B3; &#1715; | シンド語の /ɠ/         |
| ڴ    | U+06B4  | ‐          | &#x6B4; &#1716; | シンド語の文字、不使用 |
| ࢰ    | U+08B0  | ‐          | &#x8B0; &#2224; |                        |